# Uta Frith
Uta Frith, née Uta Aurnhammer le 25 mai 1941 à Rockenhausen, est une psychologue du développement allemande, professeure émérite de psychologie de l'institut des neurosciences cognitives de l'University College de Londres. Pionnière dans l'étude de la dyslexie et de l'autisme, elle a écrit de nombreux livres sur ces sujets. Son ouvrage L'Énigme de l'autisme traite des neurosciences cognitives en relation avec l'autisme.

## Biographie
Uta Frith naît en 1941 à Rockenhausen, en Allemagne et grandit à Kaiserslautern où elle fait ses études secondaires. Elle étudie l'histoire de l'art à l'université de la Sarre à Sarrebruck où elle obtient une licence, mais elle change ensuite de cursus pour étudier la psychologie. Elle s'installe en Angleterre en 1964 pour suivre une formation en psychologie.
Elle a un master de psychologie clinique de l'institut de neuroscience cognitive de l'institut de psychiatrie (IoP) du King's College de Londres. Elle se marie en 1966 avec le psychologue Chris Frith et s'installe définitivement en Angleterre.
Elle soutient en 1968 une thèse de doctorat intitulée Pattern Detection in normal and autistic children, dirigée par Beate Hermelin et Neil O’Connor.  Aussitôt après sa thèse, elle obtient un poste à temps plein au Medical Research Council.
Elle travaille ensuite à l'University College de Londres où elle enseigne et conduit des recherches en neuroscience. Elle dirige les thèses de Simon Baron-Cohen, Tony Attwood et Ami Klin (en).

## Travaux sur l'autisme
Son travail initia les développements de la représentation actuelle de déficit en théorie de l'esprit dans l'autisme. L'article « Does autistic children have a "theory of mind"? » [Est-ce que les enfants autistes ont une "théorie de l'esprit" ?] , qu'elle coécrit avec Alan M. Leslie et Simon Baron-Cohen, propose que les personnes avec autisme ont des difficultés spécifiques pour comprendre les croyances et les désirs des autres. 
Elle a aussi suggéré que les personnes avec autisme ont une faible cohérence centrale et sont meilleurs que les autres individus pour analyser des détails mais moins bons pour intégrer l'information de plusieurs sources différentes.
Elle a aussi commenté favorablement et avec une certaine admiration les travaux de Temple Grandin, une docteur en zoologie. 
Grandin est une personne autiste bien connue qui a développé une machine à faire des embrassades pour calmer les personnes avec autisme qui souffrent d'anxiété et d'attaques de panique.[réf. nécessaire]

## Distinctions
Elle est membre élue de la Royal Society (2005), de la British Academy, membre étranger associé de l'Academy of Medical Sciences britannique (2012), et fellow d'honneur du Newnham College de l'université de Cambridge (2008). Elle est docteure honoris causa des universités de Göteborg (1998), St Andrews (2000), York (2004) Nottingham (2007), Aston (2015), Bath (2016). Elle est nommée dame honoraire de l'ordre de l'Empire britannique (Honorary DBE) en 2012.

## Publications

### Ouvrages
- (en) U. Frith et al., Two Heads. A Graphic Exploration of how our Brains Work with Other Brains (New York et al., 2022)  (ISBN 9781501194078)
- (en) Autism : A very short Introduction, Oxford, Oxford University Press, 2008, 129 p. (ISBN 978-0-19-920756-5, lire en ligne), via https://www.scribd.com/doc/13995985/Autism-A-Very-Short-Introduction.
- (en) avec Gilles Tréhin, Urville, Londres, Jessica Kingsley Publishers, 2006 (ISBN 1-84310-419-9)
- (en) avec Sarah-Jayne Blakemore, The Learning Brain : Lessons for Education, Oxford, Blackwell Publishing, 2005 (ISBN 1-4051-2401-6)
- (en) Autism : Mind and Brain, Oxford, Oxford University Press, 2004, 298 p. (ISBN 0-19-852924-4, lire en ligne)
- (en) Autism : Explaining the Enigma, Oxford, Blackwell Publishing, 1989, 249 p. (ISBN 0-631-22901-9)[8]
  - traduction en français : L'énigme de l'autisme [« Autism: Explaining the Enigma »]  (trad. de l'anglais par Ana Gerschenfeld et Stéphane Roques), Paris, Éditions Odile Jacob, coll. « Psychologie », 2006, 2e éd., 369 p. (ISBN 978-2-7381-1771-7)
- (en) avec Rab Houston, Autism in History : The Case of Hugh Blair of Borgue, Oxford, Blackwell Publishing, 2000 (ISBN 0-631-22088-7)
- (en) Autism and Asperger syndrome, Cambridge, Cambridge University Press, 1991, 247 p. (ISBN 0-521-38608-X, lire en ligne)
- (en) Cognitive Processes in Spelling, Londres, Academic Press, 1983 (ISBN 0-12-268662-4)
- (en) Pattern detection in normal and autistic children (Thèse), Londres, Institute of Psychiatry, 1968

### Articles
- (en) « Studies in pattern detection in normal and autistic children. : I. Immediate recall of auditory sequences », Journal of Abnormal Psychology, vol. 76, no 3,‎ 1970, p. 413–420 (PMID 5490707, DOI 10.1037/h0020133)
- (en) « Studies in pattern detection in normal and autistic children. : II. Reproduction and production of color sequences », Journal of Experimental Child Psychology, vol. 10, no 1,‎ 1970, p. 120–135 (DOI 10.1016/0022-0965(70)90049-4)
- (en) « Autism - are we any closer to explaining the enigma? », The Psychologist, vol. 27, no 10,‎ 2014 (lire en ligne, consulté le 4 février 2023).